# Perica Martinović
Perica Martinović (Dubrovnik, 16. svibnja 1955.) hrvatska je kazališna, televizijska i filmska glumica.

## Filmografija

### Televizijske uloge
- "Punom parom" kao novinarka (1978.)
- "Prizori iz obiteljskog života" kao Lidija (1979.)
- "Pijesak u automobilu" (1984.)
- "Gabrijel" kao medicinska sestra (1984.)
- "Inspektor Vinko" kao Suzana (1984. – 1985.)
- "Hajdučki gaj" kao Marija Osojnik (1985.)
- "Putovanje u Vučjak" kao Lojza (1986. – 1987.)
- "Utrka za bombu" kao Rose Bethe (1987.)
- "Ptice nebeske" kao Anita (1989.)
- "Operacija Barbarossa" kao Mirkova mama (1990.)
- "Tuđinac" (1990.)
- "Ashenden" kao djevojka u kafiću (1991.)
- "Đuka Begović" kao Ruža (1991.)
- "Naša kućica, naša slobodica" (1999.)
- "Hitna 94" kao Edita Mujačić (2008.)
- "Stipe u gostima" kao Lucija (2009.)

### Filmske uloge
- "Izjava" (1976.)
- "Dozdovito sonce" kao Rifka (1977.)
- "Ludi dani" kao Cvita (1977.)
- "Pjesma od rastanka" (1979.)
- "Luda kuća" kao Eva Rudeš (1980.)
- "Puška u cik zore" (1981.)
- "Obiteljski album" kao Maja (1981.)
- "Oslobođenje Skoplja" kao Liča (1981.)
- "Poglavlje iz života Augusta Šenoe" (1981.)
- "Tamburaši" kao Evica (1982.)
- "Javači na vetrot" (1982.)
- "Kvit posao" kao Gordana (1983.)
- "Ukazanje Gospe u selu Grabovica" (1985.)
- "Kako preživjeti do prvog" kao gospođa Buden (1986.)
- "Život sa stricem" (1988.)
- "Smrtonosno nebo" kao žena na ulici (1990.)
- "Đuka Begović" kao Ruža (1991.)
- "Vrijeme za..." (1993.)
- "Olovna pričest" (1995.)
- "Mali debeli rakun" (kratki film) (2013.)
- "Lijek - život druge" kao tračerica (2014.)
- "Taubeki" (kratki film) kao Kristina (2014.)

## Vanjske poveznice
- Perica Martinović u internetskoj bazi filmova IMDb-u (engl.)
- Stranica na Gavella.hr  Arhivirana inačica izvorne stranice od 18. studenoga 2010. (Wayback Machine)
- Perica Martinović 19. travnja 2016. godine postala predsjednica Hrvatskog društva dramskih umjetnika